# Савирис, Онси
Онси Савирис (Onsi Sawiris, араб. أنسي ساويريس‎; 14 августа 1930 — 29 июня 2021) — египетский предприниматель коптского происхождения. Женат, трое сыновей: Нассеф Савирис, Сами Савирис, Нагиб Савирис. Окончил агротехнический факультет Каирского университета. В 2012 году Forbes поставил его на 3 место в списке богатейших людей Египта (2,9 млрд $).

## Деятельность

### Onsi Sawiris & Co
В 1950 году вместе с группой единомышленников основал строительную компанию «Onsi Sawiris & Co». На территории Верхнего Египта в те времена возводилось множество промышленных, транспортных, инженерных объектов, и дела у «Onsi Sawiris & Co» пошли хорошо. В 1952 произошла июльская революция, король Фарук I был свергнут, и Египет был провозглашен республикой. Президентом стал Мохаммед Нагиб, а в 1954 Гамаль Абдель Насер, который объявил о политическом курсе на установление арабского социализма. В 1961 году компания была национализирована и преобразована в государственное предприятие «El Nasr Civil Works Company». Савирису была предложена должность наёмного служащего с перспективой роста до управляющего среднего звена. «Мне предоставили свободу выбора — быть или не быть на моей собственной фирме, — вспоминал он позднее. — Хотя на самом деле никакого выбора для меня не существовало. Работать в таких условиях я не собирался, и вся свобода, которую мне предоставило это правительство, заключалась в том, что в 1966 году мне дали возможность уехать из Египта». В 1966 году Онси уехал в Ливию, где основал вторую строительную компанию, которую также ждал успех. В 1970 году президентом Египта стал Анвар Садат, вернувший страну на путь развития рыночной экономики и частной собственности. Вскоре Савирис вернулся в Каир и в 1976 году основал свою третью строительную компанию Orascom.

### Orascom
Два года спустя в компанию пришёл его старший 22-летний сын Нагиб Савирис, получивший в Швейцарии образование инженера-механика и бизнес-администратора. Он начинал с управления проектами строительства автомобильных и железных дорог. Далее стал преобразовывать Orascom из строительной компании в многопрофильный холдинг, занимающийся также производством строительных материалов и конструкций, эксплуатацией вводимых в строй объектов промышленного и социального назначения, но прежде всего — ориентированный на развитие электронной техники и коммуникационных систем. Первыми шагами на пути поэтапного внедрения Orascom в сферу информационных технологий и телекоммуникаций были операции по поставке на египетский рынок оборудования и программного обеспечения Microsoft, Hewlett-Packard, Compaq, IBM и других лидеров мировой индустрии ИТ, с которыми Нагиб Савирис постепенно налаживает контакты, переросшие впоследствии в постоянное и эффективное партнёрство. А в 1994 году, продолжая завоёвывать себе место на едва-едва формирующемся телекоммуникационном рынке Египта, Orascom приобретает долю в государственной компании InTouch, которая являлась первым поставщиком услуг сотовой связи и интернета в стране. Онси активно поддерживает стратегию сына в его инициативах.
Решение египетского правительства о либерализации национальной индустрии и рынка связи приводит в 1995—96 годах к появлению в стране множества частных телекоммуникационных структур, значительная часть которых функционирует очень недолго и, доказав свою несостоятельность, прекращает существование. А тем временем руководство Orascom, уже создав себе необходимую организационно-техническую базу и возможность для манёвра, избирает тактику выжидания и, наблюдая за этим процессом как бы со стороны, планомерно скупает целый ряд фирм, успевших зарекомендовать себя полноценными участниками образующегося рынка. Кроме того, компания Савирисов становится соучредителем совместного предприятия, выигравшего тендер на получение первой в Египте государственной лицензии на реализацию технологии VSAT, а также организатором и ведущим участником консорциума, инициировавшего создание первой в стране частной таксофонной сети.
По прошествии полутора-двух лет положение Orascom на национальном рынке связи вместе с накопленным компанией технологическим и производственным потенциалом уже позволяет ей претендовать на право стать первым в стране лицензированным провайдером телекоммуникационных услуг стандарта GSM. Решение о выходе на новый уровень бизнеса в этой отрасли влечёт за собой существенную организационную перестройку всего уже сложившегося корпоративного уклада Orascom. 27 июля 1997 года в составе превращающегося в диверсифицированное промышленное объединение фамильного предприятия образуется самостоятельная компания Orascom Telecom, в которой концентрируются все имеющиеся в распоряжении возглавившего её Нагиба Савириса мощности VSAT, беспроводной и фиксированной связи.
С образования Orascom Telecom начинаются радикальная реформа, коренная реконструкция и полная реструктуризация основанного Онси Савирисом бизнеса. На базе подразделений, специализировавшихся на поставках электронной техники и программных систем, под руководством того же Наджиба создаётся Orascom IT Group — торгово-посредническая и интеграционно-консалтинговая структура, которая впоследствии трансформируется в ИТ-компанию Orascom Technology Solutions (OTS). Средний сын Онси — Самих, уже несколько лет занимающийся проблемами землеустройства, проектирования и сооружения отелей и туристических комплексов, берёт под свою опеку две новые компании (Orascom Projects for Touristic Development и Orascom Hotel Holdings), которые затем объединит в корпорацию Orascom Hotels & Development (OHD). А для организации производства стройматериалов и выполнения заказов на строительно-монтажные работы (то есть для продолжения традиционной и пока ещё ключевой для Orascom деятельности) учреждается компания Orascom Construction Industries (OCI), генеральным директором которой Савирис-отец назначает своего младшего сына Насефа, присоединившегося к семейному предприятию в 1990 году после окончания экономического факультета Чикагского университета. Сам же Онси Савирис в свои 68 лет решает отойти от исполнения главной роли в семейном бизнесе и сохранить за собой лишь посты в правлениях компаний своего концерна, которые он занимает и по сей день.